# Amt Stadtsteinach

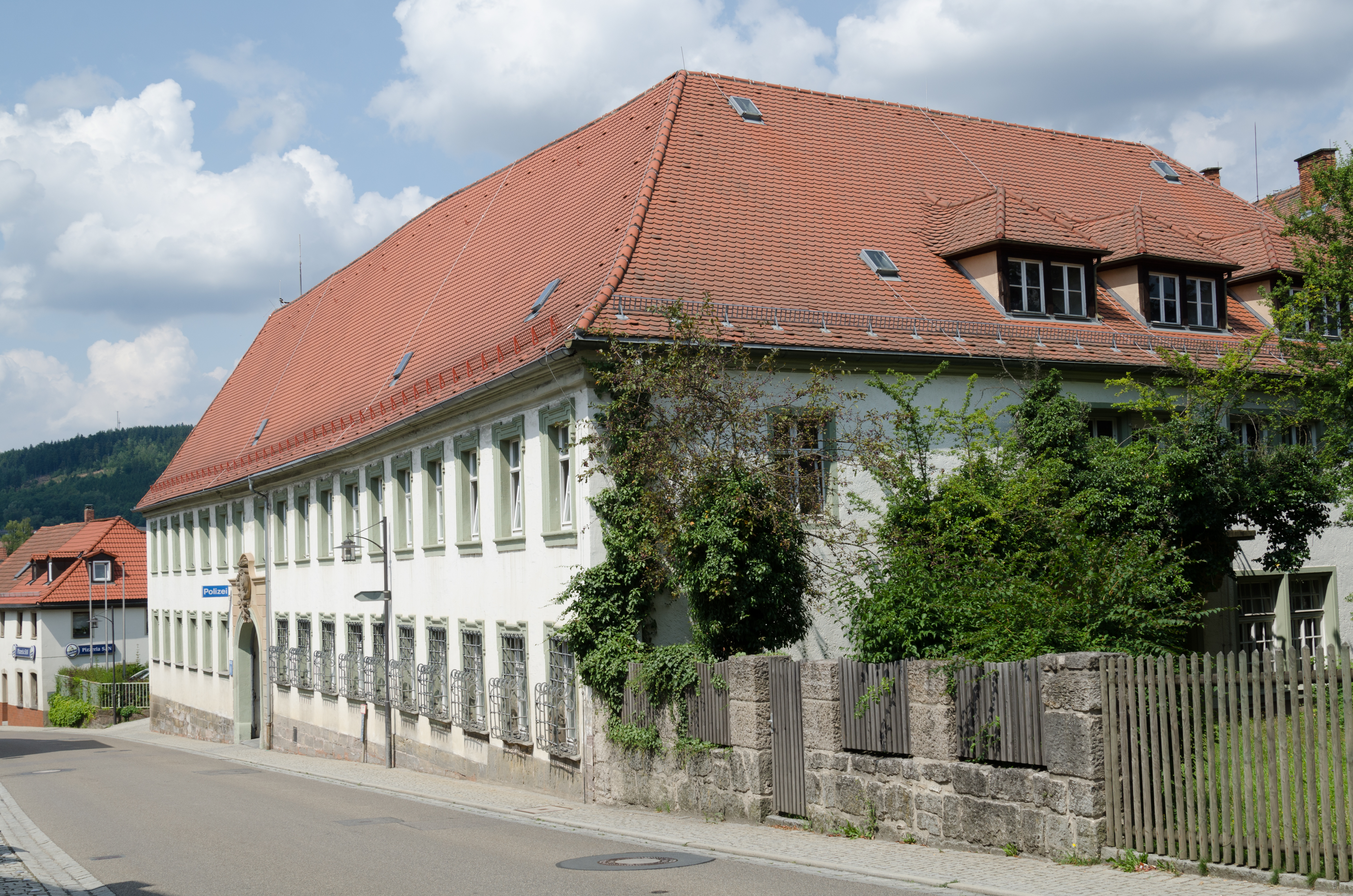
Das frühere Amtshaus von Stadtsteinach, der ehemalige Verwaltungssitz des Amtes

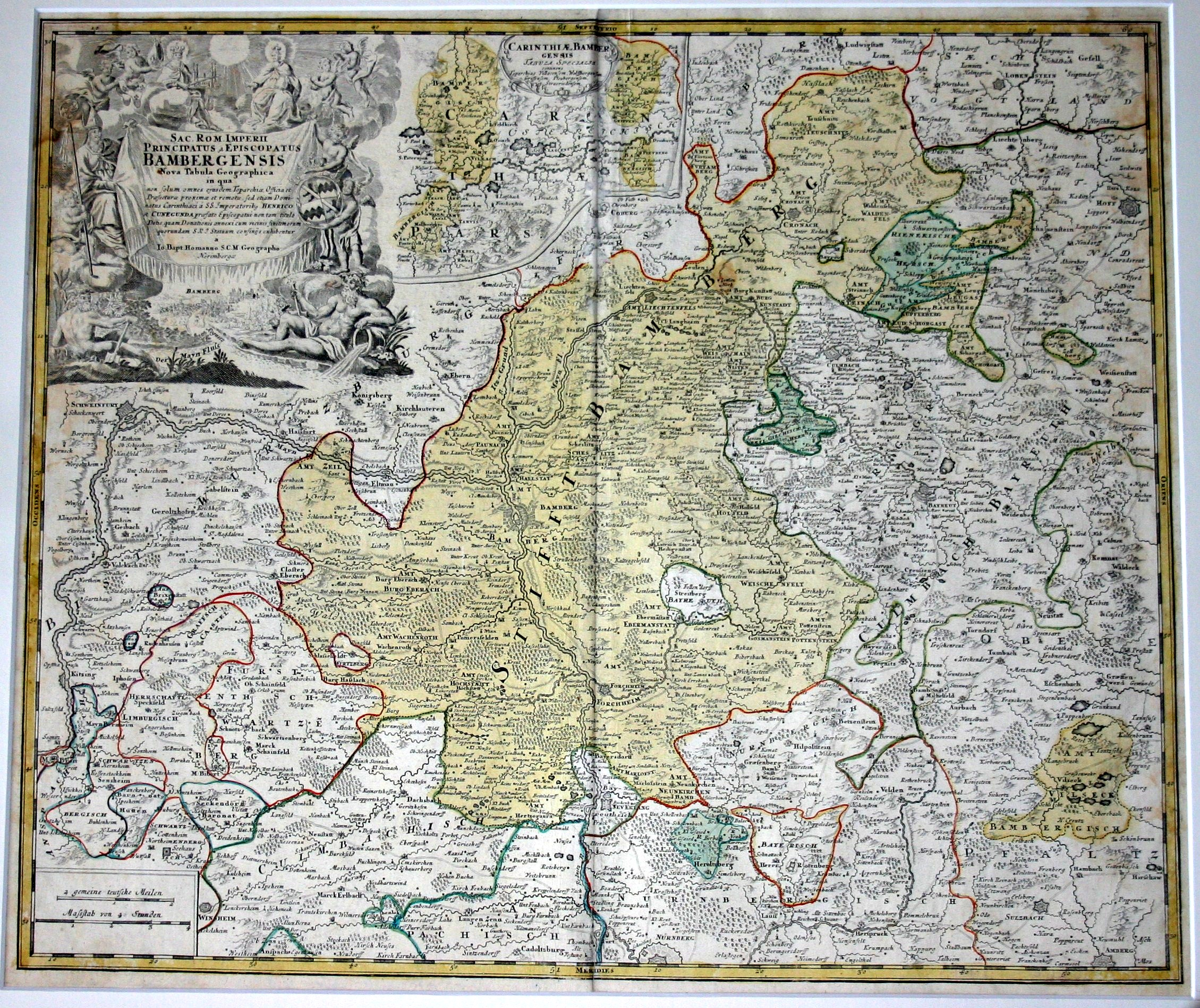
Das Territorium des Hochstiftes Bamberg

Das Amt Stadtsteinach war ein Verwaltungsgebiet des Hochstiftes Bamberg, eines reichsunmittelbaren Territoriums im Heiligen Römischen Reich. Das dem Fränkischen Reichskreis zugeordnete Hochstift Bamberg war ein geistliches Fürstentum, das bis zum Beginn des 19. Jahrhunderts existierte.

## Geografie
Das im Nordosten des Bamberger Herrschaftsgebietes gelegene Amt war eines der mittelgroßen hochstiftischen Ämter. Sein bambergischen Nachbarämter waren das Amt Wartenfels im Nordwesten und das Amt Kupferberg im Südosten. Im Südwesten lagen Gebiete, die zum brandenburg-bayreuthischen Oberland gehörten, und im Nordosten einige reichsunmittelbaren Adelsterritorien, die dem Kanton Gebirg des Fränkischen Ritterkreises angehörten.

## Geschichte
Die erste Grundlage für die Etablierung der hochstiftischen Herrschaft auf dem Gebiet des späteren Amtes Stadtsteinach hatte bereits 1151 begonnen. In diesem Jahr hatte der Bamberger Bischof Eberhard II. von Otelingen erste bedeutende Besitzungen in der Gegend erworben, darunter die Burg Nordeck.

## Struktur
Die Verwaltung bestand am Ende des Hochstiftes aus einem Vogteiamt, einem Steueramt, einem Kastenamt und einem Centamt.

### Amtssitz
Der Sitz der Stadtsteinacher Amtsverwaltung befand sich im Amtshaus des Vogtes in Stadtsteinach, in dem später das Landratsamt des mittlerweile aufgelösten Landkreises Stadtsteinach untergebracht war.

### Amtspersonal
An der Spitze der Amtsverwaltung stand ein Stadtvogt. Zum Amtspersonal gehörten noch ein Kastner, Steuereinnehmer und Zöllner. Außerdem waren ein Amtsbote sowie ein Stadt- und Amtsknecht in der Verwaltung des Amtes tätig.

### Vogteiamt
Das Vogteiamt Stadtsteinach war eines der 54 Vogteiämter des Hochstifts Bamberg. Der Vogteibezirk des Wartenfels Amtes umfasste folgende Dorfmarkungen und Ortschaften:
Bergleshof, Birken, Braunersreuth, Deckenreuth, Eisenberg, Forkel, Frankenreuth, Gössersdorf, Gründlein, Grünlinden, Hochofen, Horlachen, Köstenberg, Köstenhof, Kunreuth, Mostrach, Oberrodach, Oberzaubach, Petschen, Römersreuth, Schöndorf, Schwand, Stadtsteinach, Triebenreuth, Unterzaubach, Vogtendorf, Vorderreuth, Vorderstecken, Wötzelsdorf, Wüstbuch und Zettlitz.
Außerdem gehörten zum Vogteibezirk des Stadtsteinacher Amtes folgende Kondominate, d. h. Dorfmarkungen, in denen die Dorf- und Gemeindeherrschaft (DGH) entweder gemeinsam („cumulative“) oder abwechselnd („alternative“) ausgeübt wurde:
Poppenholz (Kondominat mit dem Fürstentum Bayreuth) und Triebenreuth (Kondominat mit dem Burggericht Guttenburg, einer dem Kanton Gebirg angehörenden reichsunmittelbaren Herrschaft).

### Centamt
Das Centamt Stadtsteinach war eines der 29 Centämter des Hochstiftes Bamberg. Sein Hochgerichtsbezirk umfasste folgende Dorfmarkungen und Ortschaften:
Allern (mit Limitierter Cent durch das Rittergut Fischbach),, Bergleshof, Birken, Dobrach (mit Limitierter Cent durch das Rittergut Fischbach), Eeg (mit Limitierter Cent im Südkomplex durch das Burggericht Guttenberg), Eisenberg, Forkel, Frankenreuth, Gössersdorf, Gründlein, Grünlinden, Grundhaus (mit Limitierter Cent durch das Rittergut Fischbach), Grundmühle (mit Limitierter Cent durch das Rittergut Fischbach), Hinterbergmühle, Hinterstöcken (mit Limitierter Cent durch das Rittergut Fischbach), Hochofen, Höfles, Horlachen, Hummendorf (Ausübung der Hochgerichtsbarkeit mit dem brandenburg-bayreuthischen Stadtvogteiamt Kulmbach strittig), Köstenberg, Köstenhof, Kunreuth, Oberzaubach, Osenbaum, Petschen, Planersgut (mit Limitierter Cent durch das Rittergut Fischbach), Poppenholz (mit dem Vogteiamt Seibelsdorf geteilte Ausübung der Hochgerichtsbarkeit), Römersreuth, Rugendorf (gemeinsame Ausübung der Hochgerichtsbarkeit mit dem Centamt Wartenfels, westlich des Kaulbaches mit dem brandenburg-bayreuthischen Vogteiamt Seibelsdorf strittig), Stadtsteinach, Staibra (mit Limitierter Cent durch das Rittergut Fischbach), Stüben (mit Limitierter Cent durch das Rittergut Fischbach), Triebenreuth, Unterzaubach, Vogtendorf, Vorderreuth, Vorderstecken, Wözelsdorf, Wüstbuch und Zettlitz.

### Steueramt
Das Steueramt Stadtsteinach war eines der 46 Steuerämter des Hochstiftes Bamberg. Der räumliche Wirkungsbereich des Steueramtes war deckungsgleich mit dem des Stadtsteinacher Vogteiamtes.
Die wirtschaftliche Bedeutung des Amtes für das Hochstift Bamberg war relativ groß. Es gehörte zu den acht ertragsreichsten Ämtern und wurde daher zum Ende des 17. Jahrhunderts als Amt II. Klasse (von 5) geführt. Die Steuererträge des Steueramtes betrugen im Durchschnitt in der Amtszeit von Marquard Sebastian Schenk von Stauffenberg (1683–1693) 3234 fränkische Gulden pro Jahr, bei einem Jahresdurchschnitt aller Ämter von 1943 Gulden.

### Kastenamt
Das Kastenamt Stadtsteinach war eines der 24 Kastenämter des Hochstiftes Bamberg. Es übte nicht nur die grundherrschaftlichen Angelegenheiten im Stadtsteinacher Vogteibezirk aus, sondern auch in denen der Ämter Kupferberg und Marktschorgast.

### Bergamt
Das Bergrecht im Amt Stadtsteinach hatte eine wirtschaftliche Bedeutung. Zunächst war das Kastenamt hierfür zuständig. In der zweiten Hälfte des 18. Jahrhunderts wurde ein gesondertes Bergamt eingerichtet. Es war ab 1796 dem Oberbergwerkskollegium nachgeordnet.

## Persönlichkeiten

### Amtmänner
- Ferdinand Christoph von Künsberg (1760–1765)[43][44]

### Vögte
- Franz Burkard (Vogt und Kastner bis 1804)[45]